# Тарускин, Ричард
Ричард Тару́скин (англ. Richard Taruskin; 2 апреля 1945, Нью-Йорк, Нью-Йорк — 1 июля 2022, Окленд, Калифорния) — американский музыковед и музыкальный критик. Рассматривается в США как один из наиболее значительных специалистов по русской музыке XIX — начала XX веков и музыке И. Ф. Стравинского русского периода (до «Мавры»).

## Очерк биографии и творчества
Родился в семье потомков еврейских иммигрантов из Российской империи, семья отца — с территории нынешней Латвии (Двинск Витебской губернии), матери — с Украины. Родители были уроженцами Нью-Йорка: мать Беатриса (урождённая Филлер, 1912—2006) была преподавателем фортепиано, отец Бенджамин Джозеф Тарускин (1909—1982) — адвокатом и скрипачом-любителем. Первые уроки игры на фортепиано получил у матери. С 11 лет учился игре на виолончели в манхэттенской Средней школе музыки и искусства, в 1970—1980-е годы играл на виоле да гамба в ансамбле старинной музыки Aulos Ensemble.
Окончил Колумбийский университет (1968) как музыковед со специализацией в русском языке, посвятив магистерскую диссертацию В. В. Стасову (англ. Vladimir Vasilievich Stasov: Functionary in Art). В 1971—1972 годах стажировался в Московской консерватории. В 1975 году защитил в Колумбийском университете диссертацию о русском оперном искусстве 1860-х годов (англ. Opera and Drama in Russia: The Preachment and Practice of Operatic Aesthetics in the Eighteen Sixties), посвящённую преимущественно операм Серова, Даргомыжского и Кюи, и роли критики Стасова в формировании «канона» русской оперы. Затем Тарускин преподавал в своей alma mater до 1986 года. В 1987—2015 годах — профессор истории музыки в Калифорнийском университете в Беркли.
Основные научные интересы Тарускина лежат в области русской музыки. Особенно влиятельны его сборник статей о М. П. Мусоргском (англ. Musorgsky: Eight Essays and an Epilogue; 1993) и двухтомная монография «Стравинский и русские традиции (его сочинения до Мавры)» (англ. Stravinsky and the Russian Traditions: A Biography of the Works through Mavra; 1996). В своих трудах, посвящённых Стравинскому, последовательно доказывал преемственность его музыки (в том числе, и созданной в годы эмиграции) с русской музыкальной традицией. В сборнике эссе «Определяя Россию музыкально» (1997) выдвинул ряд субъективных и «концептуальных» суждений, которые вызвали неоднозначную реакцию среди российских и западных музыковедов. В 2009 году опубликовал книгу «О русской музыке», в которую вошли его статьи разных лет, посвящённые русской и советской музыке.
В ряде научных статей Тарускин выступил с резкой критикой популярной в США теории звуковысотных классов Бэббитта-Форта, характеризовал анализ музыки И. Ф. Стравинского с позиций этой теории как «формалистический» и предлагал рассматривать «октатонику» (уменьшённый лад) раннего Стравинского в контексте эволюции русской гармонии, прежде всего, с учётом гармонии Н. А. Римского-Корсакова. Полемика между Тарускиным и Фортом, открывшаяся язвительными публичными письмами обоих в 1986 году, после смерти Форта продолжилась с его апологетами.
Тарускин также занимался изданием и редактированием старинной музыки (главным образом, эпохи Ренессанса) и много высказывался в различных статьях по поводу современной практики её исполнения, выступая последовательным, хотя и умеренным критиком так называемого «исторического исполнительства». Музыковедческая деятельность Тарускина удостоилась американских и международных научных наград. Как музыкальный критик, Тарускин систематически публиковался, прежде всего, в газете «The New York Times». Общественный резонанс вызвала его рецензия на оперу Дж. К. Адамса «Смерть Клингхофера», в которой Тарускин обвинил автора оперы в «романтизации терроризма».
Тарускин — автор шеститомной монографии «История западной музыки» (The Oxford history of Western music, 2004), где в специфической «облегчённой» манере обозрел историю в диапазоне от григорианского хорала до нововенской школы. Этот обширный (более 4200 страниц) труд вызвал противоречивые реакции читателей — от панегириков до резкой критики.
Неоднократно выступал с докладами и лекциями в Московской и Петербургской консерваториях.
Тарускин выступал также как дирижёр, в том числе хоровой. В 1968—1973 годах возглавлял ансамбль Collegium Musicum при Колумбийском университете, затем хор Cappella Nova. Во главе этих коллективов Тарускин записал пятнадцать дисков средневековой и ренессансной музыки, в том числе произведения Жоскена Депре, Уильяма Бёрда, Йоханнеса Окегема.
Скончался 1 июля 2022 года.

## Сочинения (выборка)
- Opera and drama in Russia: the preachment and practice of operatic aesthetics in the eighteen sixties. Diss., Columbia University, 1975.
- Opera and drama in Russia as preached and practiced in the 1860s. Ann Arbor, Mich.: UMI Research Press, 1981 (книга по материалам диссертации)
- Chernomor to Kashchei: Harmonic sorcery // Journal of the American Musicological Society 38 (1985), pp. 72–142.
- Antoine Busnoys and the L’homme armé tradition // Journal of the American Musicological Society 39 (1986), pp. 255–93.
- Chez Petrouchka: harmony and tonality chez Stravinsky // 19th Century Music 10 (1986—1987), pp. 265–86.
- The pastness of the present and the presence of the past // Authenticity and Early Music, ed. by N.Kenyon. Oxford, 1988, pp. 137–210.
- Musorgsky: eight essays and an epilogue. Princeton: Princeton University Press, 1993.
- Text and act: essays on music and performance. Oxford, 1995.
- A myth of the twentieth century: The Rite of Spring, the tradition of the new, and the myth itself // Modernism/Modernity 2 (1995), pp. 1–26.
- Public lies and unspeakable truth: interpreting Shostakovich’s Fifth Symphony // Shostakovich Studies, ed. by D. Fanning. Cambridge, 1995, pp. 17–56.
- Stravinsky and the Russian traditions: a biography of the works through Mavra. Oxford: Oxford Univ. Press, 1996.
- Defining Russia musically. Princeton: Princeton University Press, 1997.
- Бюнуа и Чайковский // Оркестр. Сборник статей и материалов в честь И. А. Барсовой. Москва: МГК, 2002.
- The Oxford history of Western music. 6 vls. Oxford: Oxford University Press, 2004. 4272 pp. ISBN 978-0-19-516979-9.
- On Russian music. Berkeley: University of California Press, 2009. 407 pp.
- Just how Russian was Stravinsky? // The New York Times, 16 April 2010.
- Catching up with Rimsky-Korsakov // Music Theory Spectrum 33 (2011), pp. 169–185.

## Редактирование и составление
- (соредактор P. Weiss). Music in the Western world: a history in documents. New York; London, 1984. xiv, 556 pp. ISBN 978-0-02-872910-7.